# Vízköz
Vízköz (ukránul: Сойми [Szojmi]) falu Ukrajnában, Kárpátalján, a Huszti járásban.

## Fekvése
A Nagy-ág folyó kiindulási pontjánál, a Ripinye és a Bisztra patak összefolyásánál, Repenye és Ökörmező közt fekvő település.

## Története
Vizköz kenézi telepítésű falu, melyet a lipcsei földesurak, a Bilkei, Lipcsei, Bilkei Gorzó és Urmezei családok telepítettek a 15. században Ripinye és Kelecsény falvakkal együtt. 1457-ben a Bilkei és az Urmezei családok pereskedtek érte, majd a falvakat egyenlő részre osztották fel egymás közt.
1910-ben 547 lakosából  459 román, 87 német volt. Ebből 461 görögkatolikus, 86 izraelita volt. A trianoni békeszerződés előtt Máramaros vármegye Ökörmezői járásához tartozott.